# Selago multiflora
Selago multiflora är en flenörtsväxtart som beskrevs av O.M. Hilliard. Selago multiflora ingår i släktet Selago och familjen flenörtsväxter. Inga underarter finns listade i Catalogue of Life.